# Institut für Informations-, Telekommunikations- und Medienrecht
Das Institut für Informations-, Telekommunikations- und Medienrecht (ITM) ist das Landeskompetenzzentrum in NRW im Bereich Informations-, Telekommunikations- und Medienrecht und gehört der Rechtswissenschaftlichen Fakultät der Universität Münster in Münster an. Das Institut gilt als in der Forschung führend. Es gliedert sich in eine zivilrechtliche und eine öffentlich-rechtliche Abteilung. Die Forschung ist insbesondere auf den Bereich Rechtsinformatik bzw. IT-Recht ausgerichtet. Aufgrund dieses interdisziplinären Ansatzes ist es Mitglied im European Research Center for Information Systems und arbeitet eng mit den Instituten für Kommunikationswissenschaft und Wirtschaftsinformatik zusammen. Es wird auch der Abschluss Master of Laws in diesem Bereich angeboten.